# Back to the Light
Back to the Light è il primo album in studio del cantante britannico Brian May, pubblicato il 28 settembre 1992 dalla Parlophone.
Si tratta della prima pubblicazione del musicista a seguito della morte di Freddie Mercury, suo compagno nei Queen. Precedentemente a questo, May aveva realizzato in collaborazione con altri musicisti (tra i quali Eddie van Halen) l'EP Star Fleet Project, uscito nel 1983 a nome Brian May & Friends.

## Descrizione
Tra le canzoni va ricordata Driven by You, composta originariamente da May per la pubblicità della Ford e contenuta anche nella raccolta Greatest Hits III dei Queen. Altri brani sono Resurrection, con Cozy Powell alla batteria e Don Airey alla tastiera aggiuntiva, che riflette il superamento di un momento difficile della sua vita, causato dalla perdita di Mercury e dalla separazione dalla moglie; la strumentale Last Horizon ispirata a Europa di Carlos Santana e Nothin' but Blue suonata con una Ibanez regalata dal suo amico chitarrista Joe Satriani con John Deacon al basso. Tra i crediti, si può trovare una sentita dedica dell'autore e un ringraziamento a tutti coloro che lo hanno supportato e aiutato a superare questi anni difficili, nei quali ha dovuto far fronte a una battuta d'arresto con i Queen, alla separazione dalla prima moglie e alla perdita del padre.
Le canzoni dei Queen Headlong e I Can't Live with You erano originariamente destinate all'inserimento in quest'album, ma quando Brian May sentì Freddie Mercury cantarle decise immediatamente che sarebbe stato meglio utilizzarle per il disco Innuendo dei Queen.
Il brano Too Much Love Will Kill You (precedentemente escluso dalle sessioni dell'album The Miracle) verrà successivamente registrato nuovamente con la voce di Freddie Mercury, cambiandone la base e, infine, inserito nell'album Made in Heaven, ultimo album dei Queen con Mercury alla voce. Sempre parlando dello stesso brano, va precisato che Brian May lo suonò per la prima volta dal vivo, in versione inedita, in occasione dell'evento musicale Freddie Mercury Tribute Concert. 

### Ristampa
Nel giugno 2021, May ha annunciato che l'album sarebbe stato ristampato come parte della Brian May Gold Series, con un secondo disco di tracce bonus e B-Sides intitolato Out of the Light. La ristampa è stata pubblicata il 6 agosto 2021.

## Tracce
Testi e musiche di Brian May, eccetto dove indicato.
1. The Dark – 2:20
2. Back to the Light – 4:59
3. Love Token – 5:55
4. Resurrection – 5:27 (Brian May, Cozy Powell, Jamie Page)
5. Too Much Love Will Kill You – 4:28 (Brian May, Elizabeth Lamers, Frank Musker)
6. Driven by You – 4:11
7. Nothin' But Blue – 3:31 (con John Deacon)
8. I'm Scared – 4:00
9. Last Horizon – 4:10
10. Let Your Heart Rule Your Head – 3:51
11. Just One Life – 3:38
12. Rollin' Over – 4:36 (Ronnie Lane, Steve Marriott) – contiene il reprise di The Dark

Durata totale: 51:06
Traccia bonus nelle edizioni statunitensi e canadesi
1. Driven by You (Radio Mix) – 4:10

Tracce bonus nell'edizione giapponese
1. Just One Life (guitar version) – 3:37
2. Too Much Love Will Kill You (guitar version) – 4:30

Contenuto bonus nella riedizione del 2021
- CD 2 – Out of the Light

1. Nothin' But Blue (guitar version) (Brian May, Cozy Powell) – 3:50
2. Too Much Love Will Kill You (guitar version) (Brian May, Elizabeth Lamers, Frank Musker) – 4:30
3. Just One Life (guitar version) – 3:37
4. Driven by You Two – 2:32
5. Driven by You (Ford Ad version) – 1:31
6. Tie Your Mother Down (con Slash, live on The Tonight Show, aprile 1993) – 3:27
7. Too Much Love Will Kill You (live in Los Angeles, Aprile 1993) – 4:42 (Brian May, Elizabeth Lamers, Frank Musker)
8. '39/Let Your Heart Rule Your Head (Live at the Brixton Academy, giugno 1993) – 4:33
9. Last Horizon (Live at the Brixton Academy, giugno 1993) – 3:14
10. We Will Rock You (Live at the Brixton Academy, giugno 1993) – 4:46
11. Driven by You (Cozy and Neil Version 1993) – 4:10

Durata totale: 40:52

## Formazione
Musicisti
- Brian May - chitarra, voce solista, tastiere, cori
- Gill O'Donovan - cori (tracce 2, 10)
- Maggie Ryder - cori (tracce 2, 12)
- Miriam Stockley - cori (tracce 2, 12)
- Suzie O'List - cori (tracce 2, 10)
- Gary Tibbs - basso (tracce 2, 10 e 12)
- Cozy Powell - batteria (tracce 2-4, 7, 8)
- Neil Murray – basso (tracce 3, 8)
- Mike Moran – pianoforte (tracce 3 e 12), tastiere (traccia 9)
- Don Airey - tastiere aggiuntive (tracce 4, 7)
- John Deacon – basso elettrico (traccia 7)
- Geoff Dugmore – batteria (tracce 10 e 12)
- Chris Thompson - voce solista, cori (tracce 12)

Produzione
- Brian May – produttore, note di copertina
- Alan Douglas - ingegnere del suono ("materiale del 1980") (tracce 1)
- Brian Zellis - ingegnere del suono ("idea iniziale") (tracce 2)
- Pete Schwier - ingegnere del suono ("idea iniziale")  (tracce 2), ("materiale") (tracce 8, 10 e 12)
- Leis Masses - ingegnere del suono ("materiale") (tracce 4, 7)
- Sean Lynch – ingegnere del suono ("materiale") (tracce 4, 7)
- David Richards - registrazione (tracce 6, 9), missaggio (tracce 6), coproduttore (tracce 6), ingegnere del suono ("materiale") (tracce 11), super esperto di programmazione
- Richard Edwards – assistente ingegnere del suono ("materiale") (tracce 8, 10 e 12)
- Justin Shirley-Smith – coproduttore, ingegnere del suono
- Heidi Cannavo assistente ingegnere del suono
- Noel Haris – assistente ingegnere del suono
- Jim Beach - management
- Julie Glover - management
- Gerry Stickells  – tour management
- Kevin Metcalfe – masterizzazione
- Brian Zellis - super esperto di programmazione
- Richard Gray - copertina, design, fotografia
- Brian Zellis – assistenza tecnica (compilazione digitale)
- Ian Sylvester - tecnico (compilazione digitale)
- L'album è stato registrato presso gli studi Allerton Hill,  Mountain Studios e Sarm Studios[3] e missato presso i Metropolis Studios e i Mountain Studios[3].